# Municipio de Lake Andrew
El municipio de Lake Andrew (en inglés: Lake Andrew Township) es un municipio ubicado en el condado de Kandiyohi en el estado estadounidense de Minnesota. En el año 2010 tenía una población de 982 habitantes y una densidad poblacional de 10,58 personas por km².

## Geografía
El municipio de Lake Andrew se encuentra ubicado en las coordenadas 45°16′30″N 95°4′29″O / 45.27500, -95.07472. Según la Oficina del Censo de los Estados Unidos, el municipio tiene una superficie total de 92.81 km², de la cual 76 km² corresponden a tierra firme y (18,12 %) 16,82 km² es agua.

## Demografía
Según el censo de 2010, había 982 personas residiendo en el municipio de Lake Andrew. La densidad de población era de 10,58 hab./km². De los 982 habitantes, el municipio de Lake Andrew estaba compuesto por el 99,59 % blancos, el 0,2 % eran asiáticos, el 0,2 % eran de otras razas. Del total de la población el 0,51 % eran hispanos o latinos de cualquier raza.